# Бардилис II
Бардилис II (на старогръцки: Βάρδυλις, Bardylis, Bardyllis) е илирийски цар на царството Дардания, управлявал през 295 – 290 пр.н.е.
Той е син на Клейт (335 – 295 пр.н.е.) и внук на Бардилис I (385 – 358 пр.н.е.). Неговата дъщеря Бирцена се омъжва за епирския цар Пир.